# Jan Adamski (bakteriolog)
Jan Adamski (ur. 3 maja 1887 we wsi  Zielonagóra k. Obrzycka, zm. 17 grudnia 1966 w Poznaniu) – polski lekarz, bakteriolog, wirusolog, profesor Akademii Medycznej w Poznaniu.

## Życiorys
Urodził się w rodzinie dróżnika Piotra i Józefy z Wasilewskich (zm. 1933). Miał dwóch braci: Stanisława (biskupa katowickiego) i Waleriana (księdza, socjologa). Ukończył Gimnazjum św. Marii Magdaleny w Poznaniu. Od 1906 studiował medycynę we Wrocławiu, Lipsku i Monachium, gdzie w 1912 się doktoryzował (praca Lebernekrosen bei Pankreasfettgewebsnekrose). Od 1912 do 1914 odbywał praktykę w Lubowie. Podczas I wojny światowej pełnił rolę lekarza w niemieckiej armii. W 1919 był w Holandii, Francji, Wielkiej Brytanii i Danii na stypendium Ministerstwa Zdrowia (6 miesięcy) z zakresu higieny portowej i bakteriologii podzwrotnikowej. W tym samym roku rozpoczął zatrudnienie w Instytucie Higienicznym w Poznaniu. Od 1921 do 1935 był pracownikiem Zakładu Mikrobiologii Wydziału Lekarskiego Uniwersytetu Poznańskiego. Habilitował się w 1935 (praca Badania nad morfologią i biologią krętka żółtaczki krwotocznej). W latach 1935–1939 był dyrektorem Wojewódzkiego Zakładu Higieny w Katowicach.
W czasie II wojny światowej pracował najpierw w Krakowie i Warszawie, a po powstaniu warszawskim w Częstochowie. W 1945 na krótko powrócił do Katowic na piastowane tam uprzednio stanowisko, ale wkrótce wyjechał do Poznania, gdzie objął katedrę Mikrobiologii Wydziału Lekarskiego Uniwersytetu Poznańskiego. W 1946 uzyskał tytuł profesora nadzwyczajnego, a w 1957 zwyczajnego. W 1959 przeszedł na emeryturę.
Ożenił się z Marią (1895–1974), córką Antoniego Borzuckiego, z którą miał dwójkę dzieci: Antoniego i Krystynę.
Zmarł w Poznaniu, spoczywa w grobie rodzinnym na cmentarzu Junikowo w Poznaniu (pole 9 kwatera 1-2-10).

## Osiągnięcia
Opublikował około 50 rozpraw naukowych, związanych z taką tematyką, jak: krętek choroby Weila, krętek kiły, promieniowiec promienicy. Podejmował próby hodowli wirusa żółtaczki zakaźnej. Opracował autoszczepionki dla celów terapeutycznych wybranych przewlekłych chorób bakteryjnych u ludzi. Opublikował dwa podręczniki akademickie: Krótka metodyka badań bakteriologicznych (1924) i Zarys mikrobiologii lekarskiej (1950).

## Ordery i odznaczenia
- Krzyż Komandorski Orderu Odrodzenia Polski (27 grudnia 1924)[4]
- Medal 10-lecia Polski Ludowej (13 stycznia 1955)[5]